# John Gourlay
John Gourlay (Ontário, 26 de julho de 1872 - 7 de abril de 1949) foi um futebolista canadense, campeão olímpico.
John Gourlay competiu nos Jogos Olímpicos de Verão de 1904 em St Louis. Ele ganhou a medalha de ouro como membro do Galt F.C., que representou o Canadá nos Jogos, na qual ele era o capitão.